# Sozialer Wandel

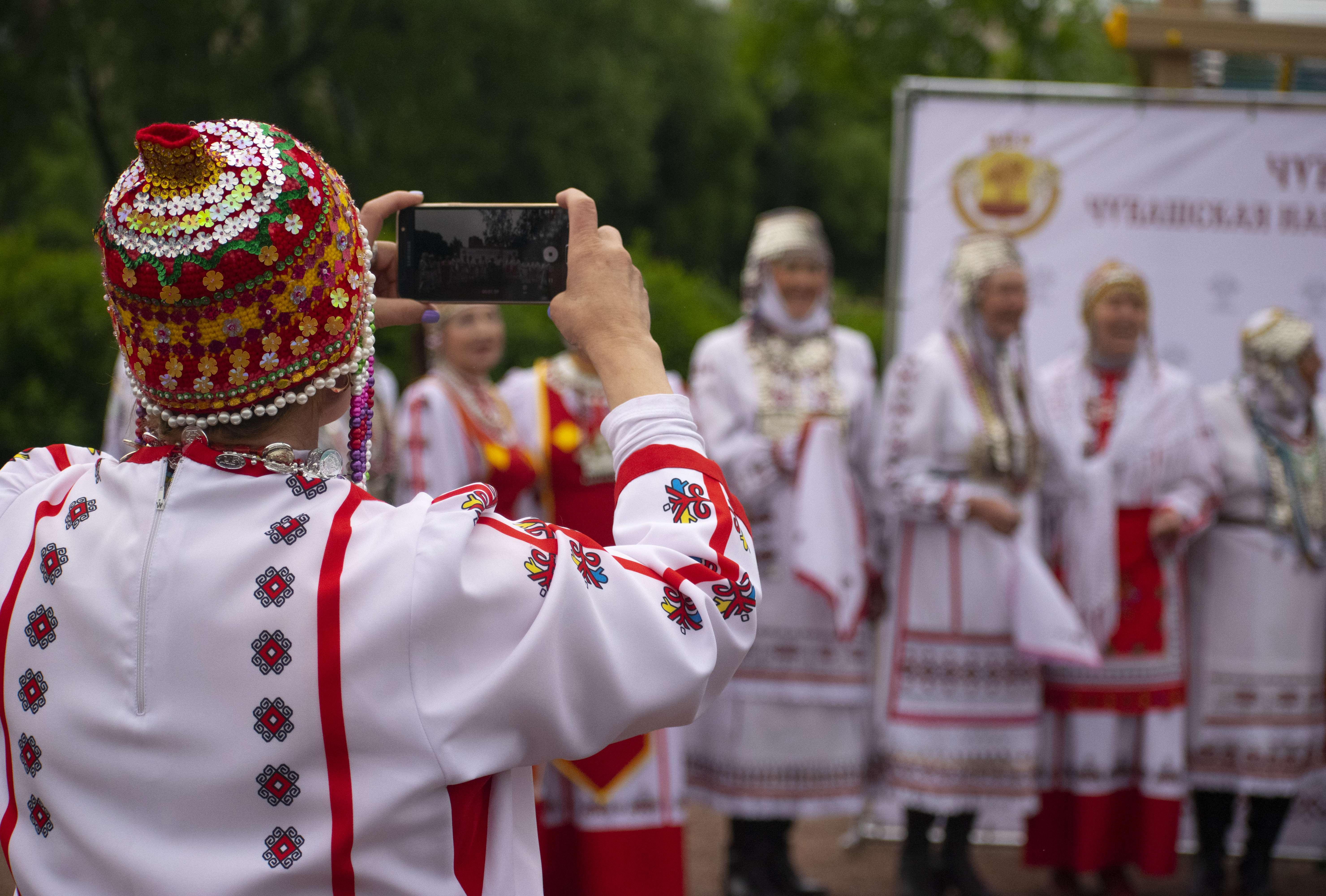
Sozialer Wandel und technischer Fortschritt (Tschuwaschen aus Russland)

Als sozialer Wandel – auch gesellschaftlicher Wandel genannt – werden die prinzipiell unvorhersehbaren Veränderungen bezeichnet, die eine Gesellschaft in ihrer sozialen und kulturellen Struktur über einen längeren Zeitraum erfährt. Kommt es zu tiefgreifenden Veränderungen innerhalb einer für soziale Wandlungsprozesse relativ kurzen Zeitspanne, so wird auch von Umbruch gesprochen.
Demnach umfasst dieser Begriff beispielsweise im Allgemeinen die Entwicklung der Arbeits- und Handlungssysteme, der sozialen Schichtung und Mobilität, der Religion, Familienstrukturen und sozialen Normen oder Traditionen, die Veränderungen von Institutionen oder neue Gesetze, die das gesellschaftliche Leben prägen oder gesellschaftlichen Wandel reflektieren (z. B. Urheberrecht seit dem 18. Jahrhundert, Bürgerliches Gesetzbuch seit 1900 oder modernes Sexualstrafrecht).
Das Phänomen des sozialen Wandels wird in verschiedensten wissenschaftlichen Disziplinen, so z. B. in der Ethnologie, Soziologie, Psychologie sowie in den Geschichtswissenschaften erforscht.

## Begriffe
Der Begriff „sozialer Wandel“ wird vor allem in der soziologischen Literatur verwendet und dient als Sammelbezeichnung für alle beobachtbaren gesellschaftlichen und wirtschaftlichen Veränderungen. Das bedeutet nicht, dass der einzelne Mensch sich innerhalb seiner Lebensspanne des sozialen Wandels stets bewusst ist.
In der Anthropologie wird eher der Begriff „Kultureller Wandel“ dem des sozialen Wandels bevorzugt, womit jegliche Art kultureller Veränderung im Zeitablauf gemeint ist, auch solche Veränderungen, die nicht direkt beobachtet werden können. Das sind beispielsweise die Ideen und Weltanschauungen der Menschen.
In diesem Sinne ist der Begriff Kulturwandel einerseits umfassender; andererseits schließt die empirische Betrachtung des Kulturwandels in Form der Kulturgeschichte oft den Wandel der Wirtschafts- und Sozialstruktur sowie die Veränderungen von Machtverhältnissen aus.
Einen Unterschied macht es, ob man den sozialen Wandel einer spezifischen Gesellschaft, also einen einmaligen historischen Fall, oder die Triebkräfte des sozialen Wandels schlechthin beschreiben will. So geht die multilineare Evolutionstheorie Gerhard Lenskis davon aus, dass es viele Pfade des sozialen Wandels in verschiedenen Gesellschaften gibt. Auch wird zwischen partiellem und totalem Wandel, also Wandel innerhalb von gesellschaftlichen Teilsystemen oder der Gesamtgesellschaft unterschieden, ferner zwischen evolutionärem, also weitgehend stetigem, und disruptivem Wandel und zwischen auf ein Entwicklungsziel ausgerichtetem (teleologischem) und ungerichtetem Wandel. Eine Sonderform radikalen sozialen Wandels ist nach Ralf Dahrendorf die Revolution. Raymond Boudon unterscheidet reproduktive soziale Prozesse (Abwesenheit von Wandel), kumulative Prozesse des Wandels und Prozesse der vollständigen Transformation.
Der Begriff des gesellschaftlichen Wandels konkurriert mit anderen Begriffen wie „Entwicklung“, „Evolution“, „Fortschritt“ oder „Modernisierung“. Die Verwendung dieser Begriffe impliziert nach der Aussage vieler Autoren eine Vorentscheidung für eine bestimmte Theorie; ganz offensichtlich ist das der Fall beim Begriff Fortschritt. William Fielding Ogburn hat 1922 mit seinem Werk Social Change hingegen den neutralen, theoretisch nicht vorbelasteten Begriff Sozialer Wandel eingeführt.

## Theorien des sozialen Wandels
Moderne Theorien des sozialen Wandels gehen von einer zeitlichen Abfolge von Strukturformen und Strukturprinzipien aus, im Gegensatz zu älteren Evolutions- und Fortschritts-Theorien, welche den Geschichtsablauf quasi-teleologisch mit einer unilinearen Entwicklung darstellen.
Aspekte des sozialen Wandels, die die Neuentstehung oder Aufgliederung von sozialen Positionen, Lebenslagen und/oder Lebensstilen betreffen, werden als Soziale Differenzierung bezeichnet.
Die Bestimmung der Ursachen von sozialem Wandel ist recht komplex. Versuche, den Wandel monokausal durch einen einzelnen Faktor zu erklären (z. B. durch technische Entwicklung, ökonomische Basis, Kultur, Religion etc.), gelten heute als ungeeignet. Man geht vielmehr von einer weitreichenden Interdependenz der sozialen Handlungsfelder und Bereiche aus, wobei einzelne Bereiche anderen Bereichen vorauseilen können.

### Frühere Theorien des gerichteten Wandels
Für Auguste Comte beruhte der soziale Wandel vor allem auf der zunehmenden Nutzung wissenschaftlicher Methoden in allen Lebensbereichen, für Karl Marx in Widersprüchen zwischen den Produktivkräften einer Gesellschaft und ihren Eigentums- und Klassenverhältnissen (den von ihm so genannten Produktionsverhältnissen). Soziologen und Kulturtheoretiker des späten 19. Jahrhunderts zogen oft Darwins Evolutionstheorie zur Erklärung des sozialen Wandels heran. So verglich Herbert Spencer den sozialen Wandel von Gesellschaften mit der Entwicklung lebender Organismen. Émile Durkheim sah als wichtigste Triebkraft und Ausdrucksform des sozialen Wandels den Anstieg der gesellschaftlichen Komplexität an. William Fielding Ogburn prägte den Begriff „sozialen Wandel“ und führt ihn auf technische Erfindungen zurück. Für Talcott Parsons bestand sozialer Wandel vor allem im Wandel einer normativen Kultur. Der Wandel führte zu Störungen des Gleichgewichts zwischen verschiedenen gesellschaftlichen Funktionsbereichen, die die Stabilität des Gesamtsystems gefährden und neuen Wandel nach sich ziehen. Insgesamt ist nach Parsons dieser Prozess als Modernisierungsprozess anzusehen, der mehr Wohlstand und Bildung für alle mit sich bringt.

### Konfliktorientierte Theorien
Alle genannten Theorien ignorierten weitgehend Machtaspekte. Moderne mehrdimensionale Theorien des sozialen Wandels haben gemeinsam, dass sie ihr Augenmerk auf Interessengegensätze, Konflikte und Entwicklungsrückstände und die dadurch erzeugten sozialen Spannungen richten.
Zu den Konflikttheorien des sozialen Wandels kann vor allem die Theorie Karl Marx’ gezählt werden; zu ihren Vorläufern ist das Werk Thomas Hobbes’ zu rechnen, der das Streben nach Macht als Quelle gesellschaftlicher Veränderungen ansieht. Zwar postuliert auch Marx, dass es eine bestimmte Entwicklungsrichtung des gesellschaftlichen Wandels gibt, aber er sieht, dass jedes neue Stadium mit neuen Formen von sozialer Ungleichheit verbunden ist, die durch massive Konflikte überwunden werden muss. Vilfredo Pareto erklärte sozialen Wandel mit der Zirkulation der Eliten. Auch Lewis Coser sieht in den Konflikten zwischen Mächtigen und Ohnmächtigen in jeder Gesellschaft eine Haupttriebkraft des sozialen Wandels. Für Max Weber hängen informelle Macht- bzw. institutionalisierte Herrschaftsausübung und sozialer Wandel implizit zusammen: Formen traditionaler Herrschaft zielen eher auf Verhinderung sozialen Wandels, legale Herrschaftsformen kanalisieren ihn durch Regeln und institutionelle Satzungen, charismatische Herrscher hingegen können weitreichenden sozialen Wandel initiieren. Schon Margaret Mead hatte hervorgehoben, dass die ersten Schritte des sozialen Wandels nie auf demokratische Weise eingeleitet werden. Ralf Dahrendorf sah den sozialen Wandel hervorgerufen durch den „Antagonismus von Anrechten und Angebot“, der sich im sozialen Konflikt „zwischen fordernden und saturierten Gruppen“ entlädt. Lewis Mumford sieht den Beginn der Zivilisation – und des beschleunigten sozialen Wandels – in der frühen Jungsteinzeit, als die Menschen, die durch Arbeit Wissen erlangten und über die Rohstoffe zur Herstellung technischer Geräte verfügten, ihre Macht über andere entdeckten. Im Laufe der Zeit ersetzten die Bedingungen dieser Minderheit – die durch Herrschaft, Kontrolle und Vermehrung von Reichtum gekennzeichnet waren – die ursprünglichen herrschaftslosen (segmentären) Ordnungsmuster. Die so entstandenen Klassengesellschaften entwickelten neue materielle Bedürfnisse und Wertvorstellungen. Daraus entstand soziale Ungleichheit als „Motor“ des sozialen Wandels.
Den Konflikttheorien zufolge setzt sozialer Wandel immer dann ein, wenn im Verlauf der wirtschaftlichen Entwicklung soziale Spannungen entstehen, und ist mit Elitenwechsel verbunden. Herrschende soziale Klassen oder Schichten erleiden dadurch einen Statusverlust, ihre Legitimation leidet. Stattdessen treten neue Elitegruppen auf, die größere innovative Fähigkeiten zeigen. Auch äußere Einflüsse wie ein verlorener Krieg können diesen Statusentzug bewirken.
In Prozessen des sozialen Wandels spielt auch der Generationenkonflikt eine wichtige Rolle. Mit dem Satz „Ich bin, weil ich etwas bewirke“ drückte Erich Fromm die Ansicht einer Reihe von Forschern aus, die darin den eigentlichen Antrieb zu jeglichem Wandel sehen. Es sei ein existentielles, genetisch verankertes Bedürfnis des Menschen, etwas aktiv zu bewirken, zu verändern, zu hinterlassen – der primäre Ausdruck des freien Willens. Nach Veränderung streben insbesondere die Heranwachsenden beim Lösungsprozess von den Eltern (Adoleszenz) und sozial benachteiligte Menschen. Insofern sind unterschiedliche Generationen unterschiedlich aktive Träger des sozialen Wandels.

### Strukturelle und kulturalistische Theorien des sozialen Wandels
Für Margaret Mead beginnt sozialer Wandel immer mit neuen Ideen Einzelner, die von kleinen Gruppen in kleinen Welten übernommen werden. Auch Bronisław Malinowski trennte noch nicht scharf zwischen dem Wandel einer Kultur und dem einer Gesellschaft, der sich aus der Unzufriedenheit mit einer aktuellen Situation oder unerträglichen Formen des Ungleichgewichts einer Gesellschaft ergibt.
Mit Alfred Radcliffe-Brown setzte in den 1950er Jahren eine deutlichere Unterscheidung der Begriffe des sozialen und kulturellen Wandels ein. Als entscheidend für den sozialen Wandel galten in den 1950er bis 1970er Jahren vor allem die technologische Entwicklung und das kapitalistische Wirtschaftswachstum, die im Strukturwandel der Wirtschafts-, Regional- und Sozialstruktur ihren Ausdruck fanden (z. B. Urbanisierung, Demokratisierung, These von der Mittelstandsgesellschaft). Die Dominanz dieser Modernisierungstheorien führte dazu, dass der Blick sich vor allem auf gesellschaftliche und wirtschaftliche Strukturen richtete und die Beiträge der individuellen Akteure und ihrer Sinndeutungssystemen vernachlässigt wurde.
Als Reaktion darauf verlagerte sich im Zuge der kulturalistische Wende der Sozialwissenschaften die Untersuchung des sozialen Wandels seit den 1990er Jahren hin zu den Veränderungen von individuellen Handlungs- und Bedeutungssystemen. Kultur meint dabei die gesamte „Praxis der Lebensführung“, die auch die physische Umwelt und den Organismus prägt. Aber auch die kulturalistische Analyse des Wandels gerät in Schwierigkeiten bei der Bestimmung ihrer eigenen Grenzen; so versagt sie oft der Erklärung institutionellen Wandels und makrosoziologischer Phänomene wie der Globalisierung. Auch bleibt die Betonung der Wirkung kultureller Elemente oft allgemein und deren Auswahl im Rahmen kulturalistischer Analysen willkürlich; es wird nicht deutlich, wie sie mit institutionellen Faktoren interagieren.
Anthony Giddens versuchte in seiner Theorie der Strukturierung den Zusammenhang zwischen Veränderungen des Sozialsystems und den Handlungen der einzelnen Akteure als Interaktionsprozess zu beschreiben und damit das Chicken and Egg Conundrum (Henne-Ei-Problem: Prägen die Handlungen der Akteure das soziale System oder umgekehrt?) ansatzweise zu lösen.
Der Anthropologe und Soziologe Emmanuel Todd entwickelte in mehreren Büchern ein Schichtenmodell des sozialen Wandels, das in gewisser Hinsicht die marxistischen Vorstellungen von gesellschaftlicher Dynamik auf den Kopf stellt. In einer unteren, unbewussten Schicht der seit etwa fünf Jahrtausenden zunehmend differenzierten und komplexen Familienformen und religiösen Vorstellungen vollziehen sich Veränderungen nur sehr langsam. Die Religion wirkt selbst im Vakuum der Säkularisierung westlicher Gesellschaften unbewusst fort. In einer zweiten Schicht wirken die halbbewussten Mechanismen der Alphabetisierung und die Bildungsrevolution der letzten fünf Jahrhunderte. Das betrifft vor allem auch die Rolle der Frauen in der Gesellschaft. Die jüngste, oberste Ebene des sozialen Wandels ist durch den seit einigen Jahrzehnten beschleunigten Trend zum Neoliberalismus und Individualismus sowie die von Europa und den USA ausgehende forcierte Durchsetzung universalistischer Werte geprägt. Diese hängt wiederum eng mit den westlichen Familienstrukturen der Kernfamilie (homo americanus) bzw. dem Trend zur nur noch temporären Verbindung zwischen Individuen einerseits und den (trotz Säkularismus latent nachwirkenden) religiösen Traditionen des Puritanismus andererseits zusammen, die den Abbau komplexer Großfamilienstrukturen fördern. Das damit verbundene Werteangebot wird aber von anderen Gesellschaften von China über den Iran und Saudi-Arabien bis Russland (hinzuzufügen wären heute wohl auch Ungarn und Polen) zurückgewiesen. Mit Säkularisierung, verbesserter Bildung und Individualisierung der Gesellschaft geht nach Todd außerdem eine sinkende Fähigkeit zum kollektiven Handeln einher.
Heute wird sozialer Wandel von den meisten Autoren jedoch ohne Bezugnahme auf konkrete Ursachen neutraler und eher deskriptiv als „Veränderung in der Struktur eines sozialen Systems definiert. Sozialer Wandel ist auf verschiedenen gesellschaftlichen Ebenen zu beobachten, auf der Makroebene der Sozialstruktur und Kultur, auf der Mesoebene der Institutionen, korporativen Akteure und Gemeinschaften, auf der Mikroebene der Personen und ihrer Lebensläufe“.

## Debatte und Kritik
„Kein vernünftiger Mensch kann bezweifeln, dass unsere westliche Zivilisation ein System ist, das aus dem Gleichgewicht geraten ist.“

Während die verschiedenen gesellschaftskritischen Strömungen unserer Zeit in der Regel bestimmte Aspekte des Wandels beanstanden, richten sich verschiedene Kritiken gegen den Wandel an sich.

### Tempo und Gestaltbarkeit des sozialen Wandels
Ist innerhalb der Soziologie strittig, ob und in welchem Umfang der soziale Wandel gestaltbar ist, so unterliegt die Vorstellung von „Gestaltung“ selbst einem historischen Wandel. Neben die alte Vorstellung von der evolutionären Entwicklung von Gesellschaften, die schon Auguste Comte vertrat, wobei er den Soziologen allerdings eine aktive Rolle zubilligte, trat in der zweiten Hälfte des 20. Jahrhunderts die Idee der Planbarkeit des Wandels, die auch von der Soziologie weitgehend akzeptiert wurde, bis sie seit den 1980er Jahren durch die Forderung nach mehr Markt ersetzt wurde. Heute spricht man von „Gestaltung“, wobei die Frage nach deren Subjekt(en) und nach der Herkunft der leitenden Ideen oder Visionen in diesem Prozess weitgehend ungeklärt bleibt (oder die Gestaltung sich auf sehr enge Bereiche bezieht).
Zwar werden heute vermeintlich abgrenzbare Epochen und gesellschaftliche Einschnitte mit prägnanten Etiketten versehen (z. B. „Risikogesellschaft“), doch auf eine Theorie des Wandels wird dabei weitgehend verzichtet.
Eine wichtige Erkenntnis von Karl Polanyi war es, dass das Tempo des sozialen Wandels, das durch den Markt induziert wird, durch institutionelle, insbesondere politische Eingriffe verhindert werden kann, um zerstörerische soziale Folgen des Wandels zu vermeiden oder abzumildern. Auch „reaktionäre“ politische Kräfte können so erfolgreich die Auswirkungen disruptiven gesellschaftlichen Wandels dämpfen. Polanyi sieht in dem Widerstand der englischen Krone gegen die Privatisierung der Allmende in England bis in die 1640er Jahre den erfolgreichen Versuch, die soziale Ordnung, die durch die Landlords verletzt wurde, zu erhalten und so die Entvölkerung des Landes und die Verwüstung der Dörfer zu verhindern. Einen solchen Widerstand gab es hingegen nicht mehr gegen die Abwanderung der Landbevölkerung in der Frühindustrialisierung, was das bekannte Massenelend der frühkapitalistischen Städte nach sich zog. Aber während z. B. die Einführung von protektionistischen Maßnahmen wie Schutzzöllen in der Folge der Gründerkrise 1873–1896 die negativen Folgen eines zuvor durch den Wirtschaftsliberalismus entfesselten Wachstums dämpften, auf welches ein extremer Verfall von Sachwerten und Preisen folgte, wurde den Schutzzöllen in der Weltwirtschaftskrise 1920/30 eine krisenverschärfende Wirkung zugesprochen.
Heute stellt sich die Frage, ob und wie negative Folgen der Globalisierung z. B. durch Verlangsamung des Prozesses abgemildert werden können oder ob dieser Prozess sogar teilweise reversibel ist. Einerseits macht die technische Entwicklung den Prozess der Globalisierung durch die erreichte Verdichtung von Raum und Zeit einzigartig und eigendynamisch. Andererseits gibt es Tendenzen zur Verlangsamung oder gar Selbstzerstörung des Prozesses: Dies ergibt sich etwa aus dem exponentiell steigenden Volumen der Finanztransaktionen rund um den Globus, die im Gegensatz zu den protektionistisch abgeschirmten, langsam wachsenden Märkten der Nahrungsmittelproduktion steht (die zudem durch Klimakrisen bedroht wird). Weitere Anzeichen sind die Abnahme des Sparens bei Zunahme des kreditfinanzierten Konsums, die international zunehmende soziale Ungleichheit, die Diskrepanz zwischen international vereinbarten Rahmenbedingungen des Handels und divergierenden nationalen wirtschaftspolitischen Zielen. Ebenfalls zu nennen ist die Verwandlung von Effizienzgewinnen und Ressourceneinsparungen in neue Expansionschancen und damit in wachsenden Ressourcenverbrauch insgesamt.

### „Krankhafter“ Wandel
Auch für menschliche Gesellschaften gelten die Gesetzmäßigkeiten für selbsterhaltende, sich wandelnde (sog. autopoietische) Systeme (u. a. Ökosystem, Lebewesen), wie Niklas Luhmann postuliert hat. Daraus ergibt sich allerdings auch eine nicht unmittelbar sichtbare Instabilität, die mit der Komplexität des Systems und der Geschwindigkeit des Wandels seiner Elemente zunimmt.
Schon der funktionalistischen Theorie Bronisław Malinowskis oder Talcott Parsons’ galten implizit gleichgewichtige Zustände als „gesund“. Auch heute haben einige Autoren kulturpessimistische Kritiken entwickelt, die die derzeitige rasche, von vielen Instabilitäten begleitete gesellschaftliche Entwicklung als „krankhaft“ betrachten.
Edward Goldsmith, Träger des alternativen Nobelpreises, belegt in seinem „Ökologischen Manifest“, dass es keinen dauerhaften wirtschaftlich-technischen Fortschritt geben kann, ohne die kritische Ordnung der natürlichen Systeme zu beeinträchtigen.
Nach Auffassung des Philosophen Erich Fromm begünstigt der gesellschaftliche Wandel die negativen Charaktereigenschaften des Menschen: Habgier, Materialismus, Oberflächlichkeit, Destruktivität und eine zunehmende Hinwendung zum Leblosen – zu Technik, Bürokratie und Finanzen, die er als „Nekrophilie“ bezeichnete.
Eine populäre Kritik des Konsumismus haben John de Graaf, David Wann und Thomas Naylor vorgelegt. Sie bezeichnen den Überfluss unserer Zeit als krankhaften Zustand der Gesellschaft, den sie „Affluenza“ nennen. Als Symptome dieser Krankheit nennen die Autoren Schulden, die Überproduktion von Waren, große Müllmengen sowie Angstzustände, Gefühle der Entfremdung und Verzweiflung. Hervorgerufen sei die Krankheit durch die Habgier.
Der indigene US-amerikanische Historiker Jack Forbes betrachtete den gesamten Zivilisationsprozess seit der Entstehung der ersten Hochkulturen als Krankheit der Menschheit. Die Symptome dieser sich krebsartig ausbreitenden Seuche – der „Wétiko-Psychose“ – seien Gewaltverherrlichung, Habgier, Perversion und Arroganz, die zu einer zunehmenden Vergewaltigung von Mensch und Natur führe.